# Nowa (wieś)
Nowa – wieś w Polsce położona w województwie dolnośląskim, w powiecie bolesławieckim, w gminie Bolesławiec.

## Położenie
Nowa to niewielka wieś leżąca na Pogórzu Izerskim, w północnej części Niecki Lwóweckiej, na lewym brzegu Bobru, na wysokości około 190 m n.p.m.

## Podział administracyjny
W latach 1975–1998 miejscowość administracyjnie należała do województwa jeleniogórskiego.

## Nazwa
W kronice łacińskiej Liber fundationis episcopatus Vratislaviensis (pol. Księga uposażeń biskupstwa wrocławskiego) spisanej za czasów biskupa Henryka z Wierzbna w latach 1295–1305 miejscowość wymieniona jest w zlatynizowanej formie Nova.

## Zabytki
Do wojewódzkiego rejestru zabytków wpisane są:
- Kościół Matki Boskiej Bolesnej w Nowej, pochodzący z XV-XVI wieku,
- cmentarz przykościelny.